# Navi da guerra olandesi che entrano in un porto del Mediterraneo
Navi da guerra olandese che entra in un porto del Mediterraneo è un dipinto di Ludolf Bakhuizen. Eseguito nel 1681, è conservato nella National Gallery di Londra.

## Descrizione
La scena si svolge presumibilmente nel Mediterraneo, data la presenza di alcune galee. Sulla sinistra una caravella batte bandiera della Repubblica delle Sette Province Unite e reca in poppa lo stemma di Amsterdam; su un'altra nave da guerra sulla destra è invece inalberata la bandiera degli Stati Generali, arancio con il leone rampante.